# Guglionesi
Guglionesi (nápolyiul: Guienisje vagy Ujenisje) község (comune) Olaszország Molise régiójában, Campobasso megyében.

## Fekvése
A megye részén fekszik, a Biferno folyó völgyében. Határai: Campomarino, Larino, Montecilfone, Montenero di Bisaccia, Palata, Petacciato, Portocannone, San Giacomo degli Schiavoni, San Martino in Pensilis és Termoli.

## Története
A települést az ókorban a frentanusok (a szamniszokkal rokon népcsoport) alapították Collenisio néven, mely a Colle Nisyusból származik (jelentése Nisyus dombja). A középkorban nemesi családok birtoka volt, ekkor épült ki máig megőrzött központja. A 19. században nyerte el önállóságát, amikor a Nápolyi Királyságban felszámolták a feudalizmust.

## Népessége
A népesség számának alakulása:

## Főbb látnivalói
- Palazzo Leone
- Santa Maria Maggiore-templom
- San Nicola di Bari-templom